# Robert Soloway
Robert Alan Soloway (* 1980) ist ein amerikanischer Unternehmer, der wegen des massiven Versands unverlangter und betrügerischer Werbemail (Spam) in den USA vor Gericht kam und 2008 verurteilt wurde. Die größte Spam-Welle verschickte Soloway mit der Tarnnachricht, einen „Schutz“ vor Spam zu bieten. Er nutzte zum Versand Bot-Netze (also Rechner zumeist unbescholtener Bürger) sowie Proxy-Server. Die Strafverfolgungsbehörden nannten ihn den „König der Spammer“ (spam king).

## Spam-Taktiken
Soloway brachte ab 2003 Computer Dritter unter seine Kontrolle, um Millionen von Spam-Mails zu verschicken. Der Versand erfolgte primär über seine Firma. Er änderte dabei die Kopfdaten der E-Mails, so dass es für die nichts ahnenden Empfänger so aussah, als kämen die Mails von MSN- oder Hotmail-Absendern. Als Konsequenz zeigte ihn Microsoft, die Inhaberfirma der beiden Mail-Dienste, im Dezember 2003 an und forderte die Zahlung von über 7 Millionen US-Dollar Schadensersatz. Jedoch hielt Soloway auch eine einstweilige Verfügung nicht von seinen Spam-Aktivitäten ab. Zwischen Juni 2004 und April 2005 war seine Firma für Spam-Kampagnen im Auftrag verschiedener Webseitenbetreiber wie broadcastingtoday.biz oder broadcastadvertise.org (inzwischen alle stillgelegt) verantwortlich. Zudem vermarktete er ein Spam-Versandprogramm namens Dark Mailer, was sich unter anderem dadurch auszeichnet, die Absenderadressen zu fälschen.

## Festnahme und Urteil
2005 hatte Microsoft über eine Zivilkammer die einstweilige Verfügung in Höhe von 7,8 Millionen Dollar gegen den Spammer durchgesetzt, jedoch konnte der Betrag nie eingezogen werden, weil Soloway seine Konten verschleierte. Nach seiner Verhaftung am 30. März 2007 erhob die amerikanische Bundesstaatsanwaltschaft Anklage in 35 Punkten, darunter Identitätsdiebstahl und Geldwäsche. Zwei Wochen vor dem geplanten Verfahren waren es 40 Anklagepunkte, denen zufolge Soloway zu lebenslanger Haftstrafe hätte verurteilt werden können.
Der Angeklagte führte mehrere Punkte zu seiner Verteidigung an, etwa, dass diese Mails eine Ausschlussklausel enthielten, der zufolge sie kostenlose Dienstleistungen anböten; der Versand sei damit nicht unter das amerikanische Anti-Spam-Gesetz (CAN-SPAM) gefallen, das stets einen kommerziellen Hintergrund voraussetzt. Außerdem machte er die „Spam-Angestellten“ (Zitat Soloway) seiner Firma Newport Internet Marketing (NIM) für die ersten illegalen Aktionen verantwortlich. Er habe sie nach dem Vorstoß von Microsoft entlassen und anschließend selbst die Aktivitäten in die Hand genommen.
Am 14. März 2008 ging das Gericht auf ein Vergleichsangebot von Soloways Anwälten ein. Demnach erklärte sich der Angeklagte schuldig in drei Punkten: Versand betrügerischer Post, Betrug im Zusammenhang mit elektronischer Post und einer nicht eingereichten Steuererklärung. Am 22. Juli 2008 verurteilte das Gericht in Seattle Robert Soloway zu 47 Monaten Gefängnis und einer Rückzahlung von 700.000 US-Dollar. Richterin Marsha Pechman charakterisierte Soloway in ihrem Urteil als einen sozial auf dem Stand eines 13-jährigen zurückgebliebenen Täter, der in Computer-Isolation aufgewachsen sei.
Im März 2011 wurde er auf Bewährung aus der Haft entlassen. Zu den Bewährungsauflagen gehörte auch, dass sein gesamter Internetverkehr für die Dauer von drei Jahren von Bewährungshelfern überwacht wurde.